# Vigy
Vigy (Duits: Wigingen) is een gemeente in het Franse departement Moselle in de regio Grand Est. De gemeente telde 1.541 inwoners op 1 januari 2022.

## Geschiedenis
Vigy was tot 2015 de hoofdplaats van het gelijknamige kanton in het arrondissement Metz-Campagne. Op 1 januari van dat jaar fuseerde het arrondissement met het arrondissement Metz-Ville tot het arrondissement Metz. Toen het kanton op 22 maart 2015 werd opgeheven werden de gemeenten ervan opgenomen in het kanton Le Pays Messin.

## Geografie
De oppervlakte van Vigy bedraagt 17,07 vierkante kilometer; Op 1 januari 2022 was de bevolkingsdichtheid 90,3 inwoners per km².

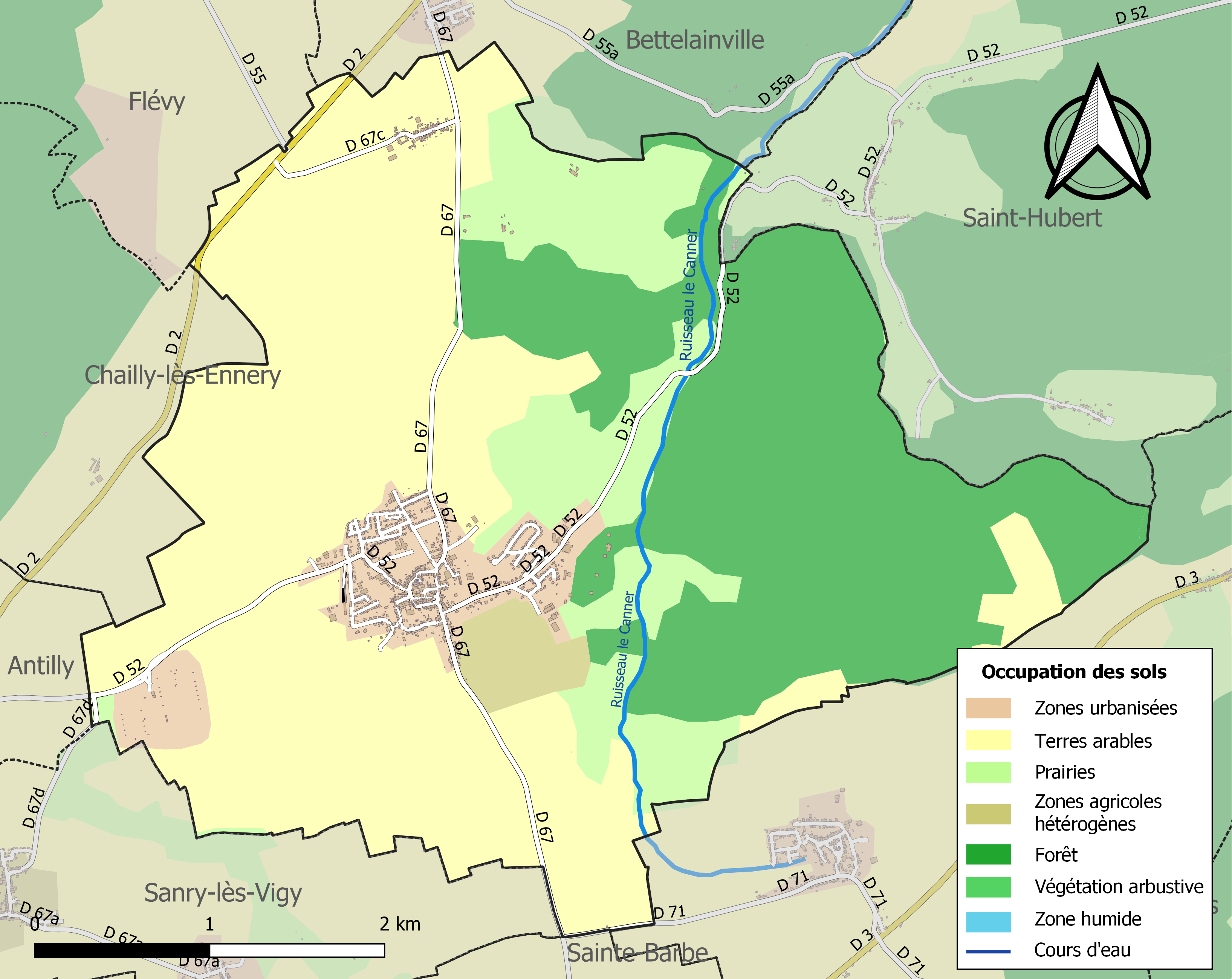
Kaart van de gemeente met de belangrijkste infrastructuur, bodemgebruik en omliggende gemeenten

## Demografie
Onderstaande figuur toont het verloop van het inwonertal.

## Afbeeldingen

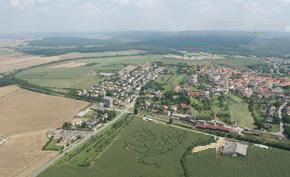
Vigy
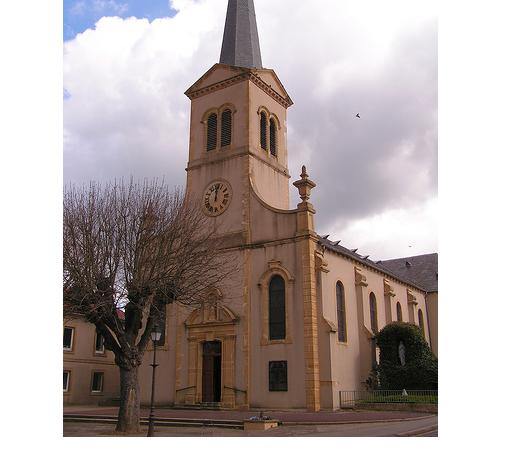
De kerk van Vigy
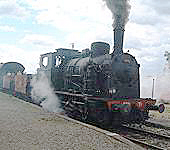
Locomotief in het station van Vigy

## Partnersteden
- Mussidan (France)